# Алексеева Буда
Алексеева Буда — бывшая деревня в Хиславичском районе Смоленской области России.
Находилась в полутора верстах юго-западннее современной деревни Шеньковка на левом берегу речки Лызка.

## История
Упоминается впервые в 1908 году.
В 1978 году деревня ещё существовала и входила в Лобановский сельсовет Хиславичского района.
В 1993 году уже считалась, как прекратившая существование деревня Лобановского сельсовета Хиславичского района.